# フアナ・デ・ポルトゥガル
フアナ・デ・ポルトゥガル（Juana de Portugal）またはフアナ・デ・アビス・イ・アラゴン（Juana de Avis y Aragón, 1439年3月20日 - 1475年12月12日）は、カスティーリャ王エンリケ4世の2番目の妃。父はポルトガル王ドゥアルテ1世、母は王妃レオノール・デ・アラゴン。ポルトガル名はジョアナ（Joana）。

## 生涯

### 生い立ち
父ポルトガル王ドゥアルテ1世の死後に生まれた末子である。兄にアフォンソ5世、姉に神聖ローマ皇帝フリードリヒ3世の皇后レオノールがおり、またエンリケ4世とは互いに母方の従兄妹に当たる。
エンリケ4世は即位以前の1440年に、自身にもフアナにも従姉に当たる、アラゴン王フアン2世とナバラ女王ブランカ1世の娘ブランカと結婚していたが、一切性交渉を行わないまま、1453年にローマ教皇ニコラウス5世の承認を得た上で離婚した。

### エンリケ4世との結婚、不貞の噂
即位後の1455年にエンリケ4世は新たな妃としてフアナを迎えた。1462年に王女フアナが生まれた。しかしこの娘は王妃フアナが愛人の初代アルブルケルケ公ベルトラン・デ・ラ・クエバとの間にもうけたのではないかと疑われ、「ベルトランの娘」を意味するフアナ・ラ・ベルトラネーハの渾名で呼ばれるようになった。このことは、第二次カスティーリャ継承戦争の遠因となった。
フアナは他にも多くの愛人を作り、夫エンリケ4世は彼女を宮廷から追放した。アロンソ・デ・フォンセカ・イ・ウジョア大司教の甥にして、カスティーリャ王ペドロ1世の曾孫であるペドロ・デ・カスティーリャ・イ・フォンセカとの間に彼女は2人の庶子（ペドロ、アンドレ）を儲けた。そのためエンリケ4世はフアナを離縁し、その後フアナはセゴビアの修道院に入った。
フアナは1475年にマドリードで死去した。

## 系譜
| フアナ | 父: ドゥアルテ1世 (ポルトガル王) | 祖父: ジョアン1世 (ポルトガル王)     | 曽祖父: ペドロ1世 (ポルトガル王)             |
| フアナ | 父: ドゥアルテ1世 (ポルトガル王) | 祖父: ジョアン1世 (ポルトガル王)     | 曽祖母: テレサ・ロレンソ                     |
| フアナ | 父: ドゥアルテ1世 (ポルトガル王) | 祖母: フィリパ                       | 曽祖父: ランカスター公ジョン・オブ・ゴーント |
| フアナ | 父: ドゥアルテ1世 (ポルトガル王) | 祖母: フィリパ                       | 曽祖母: ランカスター公女ブランシュ           |
| フアナ | 母: レオノール                   | 祖父: フェルナンド1世 (アラゴン王)   | 曽祖父: フアン1世 (カスティーリャ王)         |
| フアナ | 母: レオノール                   | 祖父: フェルナンド1世 (アラゴン王)   | 曽祖母: アラゴン王女レオノール[1]            |
| フアナ | 母: レオノール                   | 祖母: レオノール・デ・アルブルケルケ | 曽祖父: サンチョ・デ・アルブルケルケ[2]      |
| フアナ | 母: レオノール                   | 祖母: レオノール・デ・アルブルケルケ | 曽祖母: ベアトリス・デ・ポルトゥガル[3]      |

1. アラゴン王ペドロ4世の娘。
2. カスティーリャ王アルフォンソ11世の庶子。
3. ポルトガル王ペドロ1世の庶子。